# Grünwald Dávid
Grünwald Dávid (Szombathely, 2000 –) gyermekszínész.

## Élete
A Reményik Sándor Evangélikus Általános és Művészeti Iskola tanulója, 2015-ben a "Szép magyar beszéd" elnevezésű versenyen első helyezést ért el.
2010 óta rendszeres szereplője a Weöres Sándor Színház darabjainak, tagja a szombathelyi Reményik Suliszínháznak.

## Színpadi szerepei
- Németh Györgyi: Gaudiopolis - az öröm városa - Weis Péter (2009)
- Victor Hugo - Jeles András: A nevető ember - Gyermek Gwynplaine (2009)
- F.H. Burnett - Melis László - Jeles András: A kis Lord - Cedric (2010)
- Madách Imre: Az ember tragédiája - Kimón, Athén színben (2011)
- Masteroff-Ebb-Kander: Kabaré - Kisfiú (2011)
- Dés-Nemes-Böhm-Korcsmáros-Horváth: Valahol Európában - Kuksi (2011)
- Fukazava Hicsiró - Melis László - Jeles András: Zarándokének - Gyerek (2012)
- Jeles András: József és testvérei - Narrátor (2015)

## Elismerései
- Színikritikusok Díja 2011. A legjobb gyerek- és ifjúsági előadás kategóriában megosztva: A kis Lord - Weöres Sándor Színház, Szombathely; rend.: Jeles András